# Antonín Rejcha
Antonín Josef Rejcha (též Anton, ve francouzštině také Antoine-Joseph Reicha, 27. února 1770, Praha-Staré Město – 28. května 1836, Paříž) byl český hudební skladatel, pedagog a hudební teoretik.

## Život
Antonín Rejcha se narodil v Praze jako syn staroměstského pouličního hudebníka Šimona Rejchy a byl pokřtěn v Týnském chrámu jako Antonius Josephus Reicha. Otec brzy zemřel, jeho matka se znovu provdala a chlapce zanedbávala. V 11 letech utekl z domova, nejprve k dědečkovi do Klatov. V patnácti letech se již nadějného flétnisty Antonína ujal jeho strýc Josef Rejcha, který působil jako violoncellista v kapele hraběte Wallersteina ve Švábsku. Naučil se hře na několik nástrojů (klavír, hoboj, příčná flétna), zpěvu, ale také německy a francouzsky. Se strýcem pak byl členem dvorního orchestru kurfiřta a divadelního orchestru v Bonnu. V tomto orchestru hrál na violu i mladý Ludwig van Beethoven. Společně navštěvovali přednášky matematiky a filosofie na zdejší univerzitě. Oba měli stejného učitele hudby, Christiana Gottloba Neefeiho (1748–1798), který je zasvěcoval do díla Johanna Sebastiana Bacha. Kromě toho se samostatně se zaujetím vzdělával v hudební teorii.
Když francouzská republikánská vojska obsadila v roce 1794 Bonn, odešel do Hamburku, kde působil jako učitel hudby a věnoval se intenzivně skladatelské činnosti. Zde zkomponoval mimo jiné i dvě opery na francouzská libreta, ale nepodařilo se mu je uvést na scénu. Nějaký čas pobýval v Paříži (1800–1802) a posléze se usadil ve Vídni. Studoval u Josepha Haydna, získal si přízeň habsburského dvora a seznámil se s významnými skladateli, kteří ve Vídni pobývali (Antonio Salieri, Johann Georg Albrechtsberger, Luigi Cherubini, či již známý Beethoven). Jeho kantáta na text Bürgerovy balady Lenora se stala obětí státní cenzury, která mu znemožnila provedení díla.

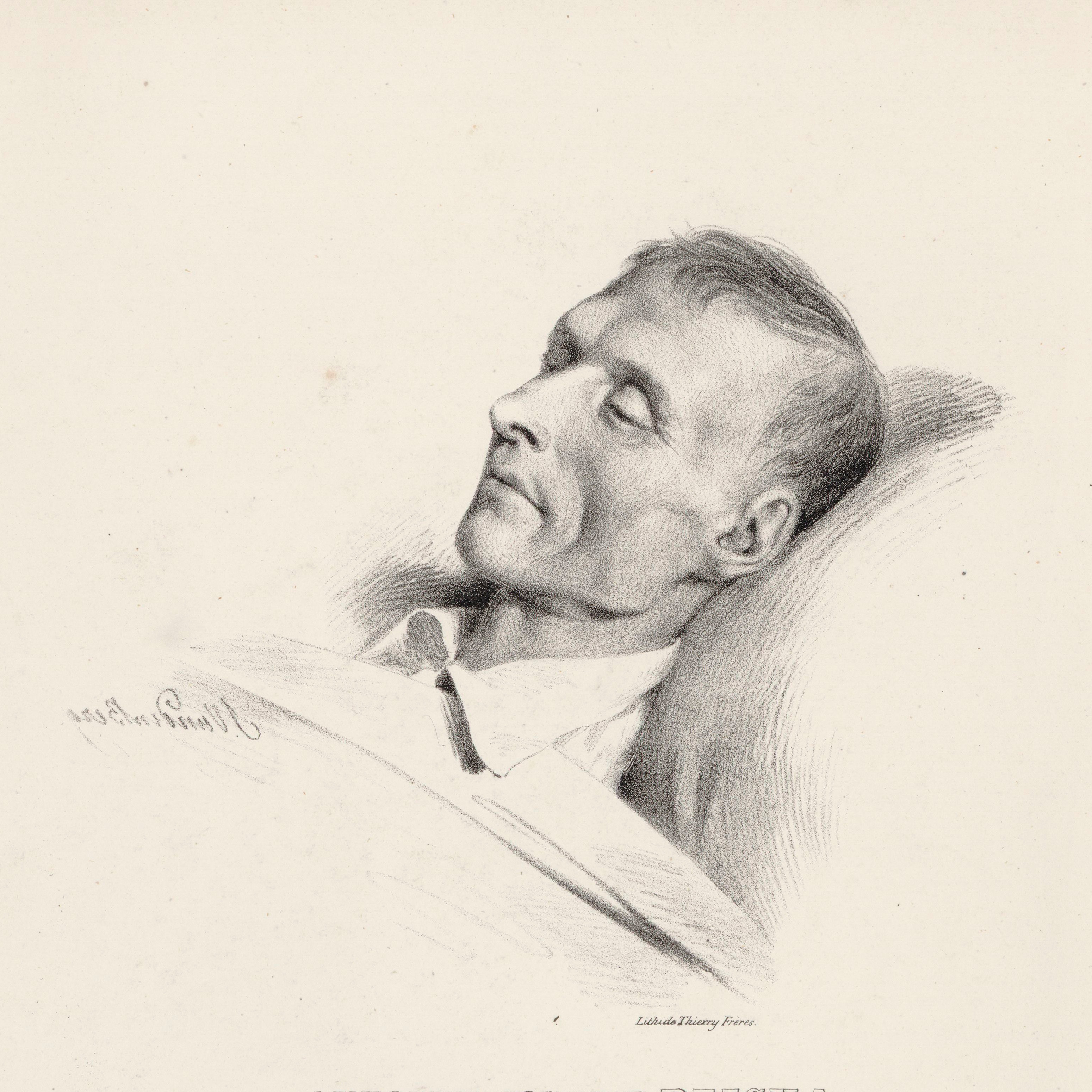
Antonín Rejcha na úmrtním loži

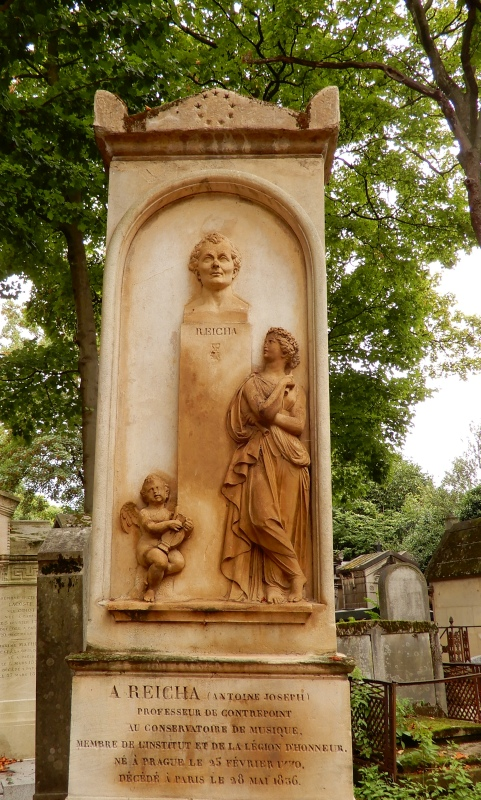
Náhrobek Antoína Rejchy, Jean-François Baud, 1836, hřbitov Père-Lachaise v Paříži

Od roku 1808 žil trvale v Paříži. Roku 1818 se oženil s Francouzkou Virginií Enaustovou a v roce 1829 získal francouzské státní občanství. V roce 1817 se stal profesorem skladby na pařížské konzervatoři. Jeho žáky na konzervatoři byli mj. Hector Berlioz, César Franck, Charles Gounod, Georges Onslow a soukromým žákem Ferenc Liszt. Stal se významným hudebním teoretikem a jeho spisy ovlivnily několik generací hudebních skladatelů a hudebních vědců v celé Evropě. Za své dílo byl v roce 1835 vyznamenán Řádem čestné legie a stal se členem Francouzské akademie věd a umění.
Zemřel v Paříži 28. května 1836 ve věku 66 let.

## Dílo
Z dnešního pohledu je Rejcha ceněn zejména jako hudební teoretik a pedagog. Většina jeho prací z oboru hudební teorie se dočkala řady vydání. Pojednání o melodii vyšlo v rozmezí necelého století (1814 – 1911) jedenáctkrát. Spolu s naukou o harmonii bylo přeloženo do italštiny a ještě s dalšími dvěma díly také do němčiny. V Nauce o kontrapunktu provedl Rejcha nejradikálnější zásah do stavby fugy, a to i prakticky svými 36 fugami pro klavír a pojednáním O novém systému fugy. Rejchova teoretická díla znal a studoval i Bedřich Smetana.
Z další Rejchovy tvorby se dodnes hojně uplatňují dechová kvinteta a komorní skladby pro nejrůznější nástrojové kombinace: pro tři flétny, pro čtyři lesní rohy a podobně. Jeho jevištní díla nezískala žádný větší ohlas ani oblibu.
Systematický katalog Rejchova díla zatím neexistuje a to i z toho důvodu, že jeho rukopisy jsou rozesety po celé Evropě. Rejcha sice některým svým dílům přiděloval opusová čísla (dosáhl počtu 107), ale činil tak nesystematicky a náhodně. Velké množství jeho děl uchovává pařížská knihovna Bibliothéque Nationale du Conservatoire a de l'opera, která svůj seznam zveřejnila. Řada rukopisů Rejchových skladeb se nachází i v českých archivech. O tematický katalog se pokusila Olga Šotolová v roce 1977, ale i ten je neúplný. Následující seznam je tedy pouze výběrem nejzajímavějších skladeb autora a měl by dát představu o šíři skladatelova záběru. O úpravy a realizace mnohých Rejchových skladeb, mj. kantáty Lenora, Rekviem, Nového žalmu, Variací pro violoncello a orchestr, šesti symfonií a dalších komorních vokálních i instrumentálních skladeb, se zasloužil Stanislav Ondráček.

### Klavír
- 36 fug na vlastní i cizí témata
- cca 10 klavírních sonát
- Variace (op.56, 57, 83, 85, 87)

### Komorní hudba
- Tria - kromě smyčcových trií, řada skladeb pro různé nástrojové kombinace
- 20 smyčcových kvartetů
- 3 smyčcové kvintety
- 5 kvintetů pro sólový nástroj a smyčcový kvartet
- 24 dechových kvintetů
- Oktet pro dechové nástroje
- Oktet pro čtyři dechové nástroje a smyčcové kvarteto

### Orchestrální hudba
- 2 symfonie (op. 42 a 41)
- Předehry
- Koncert pro klavír a orchestr
- Koncert pro skleněnou harmoniku a orchestr
- Koncert pro klarinet a orchestr
- Variace pro violoncello a orchestr

### Vokální hudba
- Sbory: Quattuor vocal, Choeur sur l´air populaire
- Kantáty (Lenora)
- Mše
- Te Deum
- Rekviem
- Der Neue Psalm

### Opery
- Oubaldi (1799, neprovedeno)
- L'Ermite dans l´ile Formosa (1799, neprovedeno)
- L'Ouragan (1800, Vídeň)
- Argene, regina di Granata (1805, Vídeň)
- Cagliostro (1810, Paříž)
- Natalie (1816, Paříž)
- Saphó (1822, Paříž)
- Philoctéte (neprovedeno)